# Krasobruslení na Zimních olympijských hrách 1972
Krasobruslení na Zimních olympijských hrách 1972 v Sapporu se uskutečnilo v hale Makomanai Indoor Skating Rink v období 4.–8. února.

## Medailové pořadí zemí
| Pořadí | Země                                 | Zlato | Stříbro | Bronz | Celkově |
| ------ | ------------------------------------ | ----- | ------- | ----- | ------- |
| 1.     | Sovětský svaz (URS)                  | 1     | 2       | 0     | 3       |
| 2.     | Československo (TCH)                 | 1     | 0       | 0     | 1       |
| 2.     | Rakousko (AUT)                       | 1     | 0       | 0     | 1       |
| 4.     | Kanada (CAN)                         | 0     | 1       | 0     | 1       |
| 5.     | Francie (FRA)                        | 0     | 0       | 1     | 1       |
| 5.     | Německá demokratická republika (GDR) | 0     | 0       | 1     | 1       |
| 5.     | Spojené státy americké (USA)         | 0     | 0       | 1     | 1       |
|        | Celkem                               | 3     | 3       | 3     | 9       |

## Medailisté

### Muži
| Disciplína | Zlato                                | Výkon  | Stříbro                                  | Výkon  | Bronz                        | Výkon  |
| ---------- | ------------------------------------ | ------ | ---------------------------------------- | ------ | ---------------------------- | ------ |
| muži       | Ondrej Nepela · Československo (TCH) | 2739,1 | Sergej Četveruchin · Sovětský svaz (URS) | 2672,4 | Patrick Pera · Francie (FRA) | 2653,1 |

### Ženy
| Disciplína | Zlato                             | Výkon  | Stříbro                           | Výkon  | Bronz                                        | Výkon  |
| ---------- | --------------------------------- | ------ | --------------------------------- | ------ | -------------------------------------------- | ------ |
| ženy       | Beatrix Schubová · Rakousko (AUT) | 2751,5 | Karen Magnussenová · Kanada (CAN) | 2673,2 | Janet Lynnová · Spojené státy americké (USA) | 2663,1 |

### Smíšené soutěže
| Disciplína        | Zlato                                                 | Výkon | Stříbro                                                    | Výkon | Bronz                                                                  | Výkon |
| ----------------- | ----------------------------------------------------- | ----- | ---------------------------------------------------------- | ----- | ---------------------------------------------------------------------- | ----- |
| sportovní dvojice | Sovětský svaz (URS) · Irina Rodninová · Alexej Ulanov | 420,4 | Sovětský svaz (URS) · Ludmila Smirnovová · Andrej Surajkin | 419,4 | Německá demokratická republika (GDR) · Manuela Großová · Uwe Kagelmann | 411,8 |